# Jair Cunha
Jair Paula da Cunha Filho (Orlândia, 7 de março de 2005) é um futebolista brasileiro que atua como zagueiro. Atualmente, joga pelo Nottingham Forest.

## Carreira

### Santos
Natural de Orlândia, município de São Paulo, antes de seguir a carreira de futebolista, Jair chegou a competir em torneios de atletismo na cidade natal e região, tendo inclusive representado a escola que estudava em diversos campeonatos e se sagrou o mais rápido na categoria, incentivada por seu professor de educação física que via potencial por sua elevada estatura (1,63 m na época) e desempenho de velocidade.
Nesta mesma época, chegou a fazer um teste no Santos como atacante (posição que seu pai jogou e que ele decidiu seguir), mas não se destacou. Como os avaliadores na base dá época eram ídolos do Peixe, Lima e Juary, perceberam seu potencial como um defensor pelo seu biótipo aos invés de atacante. perceberam que ele seria mediano se jogasse mais avançado, mas se tornaria um belo defensor pelos atributos físicos. Então, como zagueiro, saiu-se bem na peneira passou a integrar a base do Peixe em 2016 no Sub-11, tendo passado por todas as categorias sendo sempre titular.

#### 2022
Jair foi chamado para participar de treinamentos com na equipe principal com os técnicos Lisca e Orlando Ribeiro, tendo também integrado o elenco campeão do Paulista Sub-20 e sido um dos destaques do time na Copinha. Nessa temporada ainda, foi relacionado pela primeira vez a um jogo no profissional em 1 de agosto, no empate de 2–2 com o Fluminense na 20ª rodada do Campeonato Brasileiro.

#### 2023
Entretanto, em partida válida pela Copinha em 11 de janeiro contra o Santo André, acabou sofrendo uma lesão completa do ligamento cruzado anterior (LCA) e no menisco do joelho direito, retornando apenas em agosto. Logo em sua volta, Jair fez sua estreia pelo Santos na vitória por 1–0 sobre o Goiás pela 33ª rodada do Campeonato Brasileiro, em 10 de novembro de 2023, entrando aos 44 minutos do segundo tempo no lugar de Marcos Leonardo.

#### 2024
Antes de ter uma sequência no profissional em 2024 após outro lesão sofrida, Jair renovou seu contrato em 23 de abril até dezembro de 2026 e fez seis partidas pelo Sub-20 para ganhar ritmo e voltou a jogar pelo profissional em 1 de julho na vitória por 1–0 sobre a Chapecoense na 13ª rodada da Série B, onde foi titular e elogiado pelo Fábio Carille.
Em alta pelas boas atuações e titularidade durante a Série B, Jair recebeu ofertas do Botafogo e do Porto, entretanto ambas foram recusadas. Com o clube carioca, houve imbróglio do pagamento de sua multa rescisória, equivalente a 386 milhões de reais. Já com o clube português houve o impasse de sua saída imediata; enquanto o Dragão aumentou sua oferta e esperava contar com o atleta imediatamente, o Peixe esperava mantê-lo até o fim da disputa da Série B.
Em novembro, teve seu nome novamente vinculado a uma possível transferência, desta vez à Atalanta girando em torno de 20 milhões de euros (124 milhões de reais).

### Botafogo
Em 10 de fevereiro de 2025, o zagueiro foi oficialmente anunciado pelo Botafogo, assinando um contrato válido até o final de 2028. Em 11 de julho de 2025, apenas quatro meses após acertar com o Botafogo, o time de General Severiano anunciou a venda do zagueiro para o Nottingham Forest, da Inglaterra. Pelo Glorioso, foram 22 jogos, um gol e uma assistência.

### Nottingham Forest
Em 11 de julho de 2025, o Nottingham Forest anunciou a contratação de Jair Cunha. O zagueiro assinou contrato por cinco temporadas, até junho de 2030. O clube inglês desembolsou 12 milhões de euros (R$ 78,5 milhões) para contar com o jogador.

## Seleção Brasileira

### Sub-20
Em 17 de maio de 2024, Jair foi convocado por Ramon Menezes para um período de treinos entre os dias 3 e 11 de junho.

## Estatísticas
Atualizadas até 1 de agosto de 2025.
Clubes
| Clube             | Temporada         | Campeonato nacional[a] | Campeonato nacional[a] | Campeonato nacional[a] | Copa nacional[b] | Copa nacional[b] | Copa nacional[b] | Competições continentais[c] | Competições continentais[c] | Competições continentais[c] | Outros torneios[d] | Outros torneios[d] | Outros torneios[d] | Total | Total | Total   |
| Clube             | Temporada         | Jogos                  | Gols                   | Assist.                | Jogos            | Gols             | Assist.          | Jogos                       | Gols                        | Assist.                     | Jogos              | Gols               | Assist.            | Jogos | Gols  | Assist. |
| ----------------- | ----------------- | ---------------------- | ---------------------- | ---------------------- | ---------------- | ---------------- | ---------------- | --------------------------- | --------------------------- | --------------------------- | ------------------ | ------------------ | ------------------ | ----- | ----- | ------- |
| Santos            | 2023              | 2                      | 0                      | 0                      | —                | —                | —                | —                           | —                           | —                           | —                  | —                  | —                  | 2     | 0     | 0       |
| Santos            | 2024              | 20                     | 0                      | 0                      | —                | —                | —                | —                           | —                           | —                           | 2                  | 0                  | 0                  | 22    | 0     | 0       |
| Santos            | Total             | 22                     | 0                      | 0                      | —                | —                | —                | —                           | —                           | —                           | 2                  | 0                  | 0                  | 24    | 0     | 0       |
| Botafogo          | 2025              | 11                     | 0                      | 1                      | —                | —                | —                | 5                           | 0                           | 0                           | 6                  | 1                  | 0                  | 22    | 1     | 1       |
| Botafogo          | Total             | 11                     | 0                      | 1                      | —                | —                | —                | 5                           | 0                           | 0                           | 6                  | 1                  | 0                  | 22    | 1     | 1       |
| Total na carreira | Total na carreira | 33                     | 0                      | 1                      | 0                | 0                | 0                | 5                           | 0                           | 0                           | 8                  | 1                  | 0                  | 46    | 1     | 1       |

- a. ^ Jogos do Campeonato Brasileiro e Campeonato Brasileiro - Série B
- b. ^ Jogos da Copa do Brasil
- c. ^ Jogos da Copa Libertadores
- d. ^ Jogos do Campeonato Paulista, Campeonato Carioca, Recopa Sul-Americana e Copa do Mundo de Clubes da FIFA

## Títulos

### Categoria de base
Santos
- Campeonato Paulista Sub-20: 2022

### Principal
Santos
- Campeonato Brasileiro - Série B: 2024

Seleção Brasileira Sub-20
- Sul-Americano Sub-20: 2025